# Oxidationszon
Oxidationsszon är den övre, grundvattenpåverkade delen av en mineralförekomst innehållande sulfidmineral, där mineralet oxiderats och lakats ut av syrerikt syrt ytvatten.
Den kvarvarande bergarten kallas gossan och utgörs ofta av limonit.